# ジョセフ・バッフォ
ジョセフ・バッフォ（Joseph Baffo、1992年11月7日 - ）は、ガーナ出身のサッカー選手。

## 来歴
両親とガーナからスウェーデンに移り住み、ヨンショーピング県ヴェルナモで育った。2010年、IFKヴェルナモからヘルシンボリに移籍し、ヴォレレンガへの期限付き移籍を経て、2014年1月にハルムスタッズに移籍した。
2015年6月に開催されたUEFA U-21欧州選手権で優勝し、同年7月にドイツのアイントラハト・ブラウンシュヴァイクへ移籍した。
2019年1月7日、MSVデュースブルクに移籍した。

## タイトル

### クラブ
ヘルシンボリIF
- アルスヴェンスカン：1回
  - 2011
- スヴェンスカ・クッペン：1回
  - 2011
- スヴェンスカ・スーペルクッペン：1回
  - 2012

### 代表
U-21スウェーデン代表
- UEFA U-21欧州選手権：1回
  - 2015